# Lowlakān
Lowlakān (persiska: لولکان) är en ort i Iran.   Den ligger i provinsen Västazarbaijan, i den nordvästra delen av landet, 600 km väster om huvudstaden Teheran. Lowlakān ligger 1 849 meter över havet och antalet invånare är 770.
Terrängen runt Lowlakān är kuperad. Runt Lowlakān är det ganska tätbefolkat, med 108 invånare per kvadratkilometer. Närmaste större samhälle är Oshnavīyeh, 19,7 km söder om Lowlakān. Trakten runt Lowlakān består i huvudsak av gräsmarker.